# City West

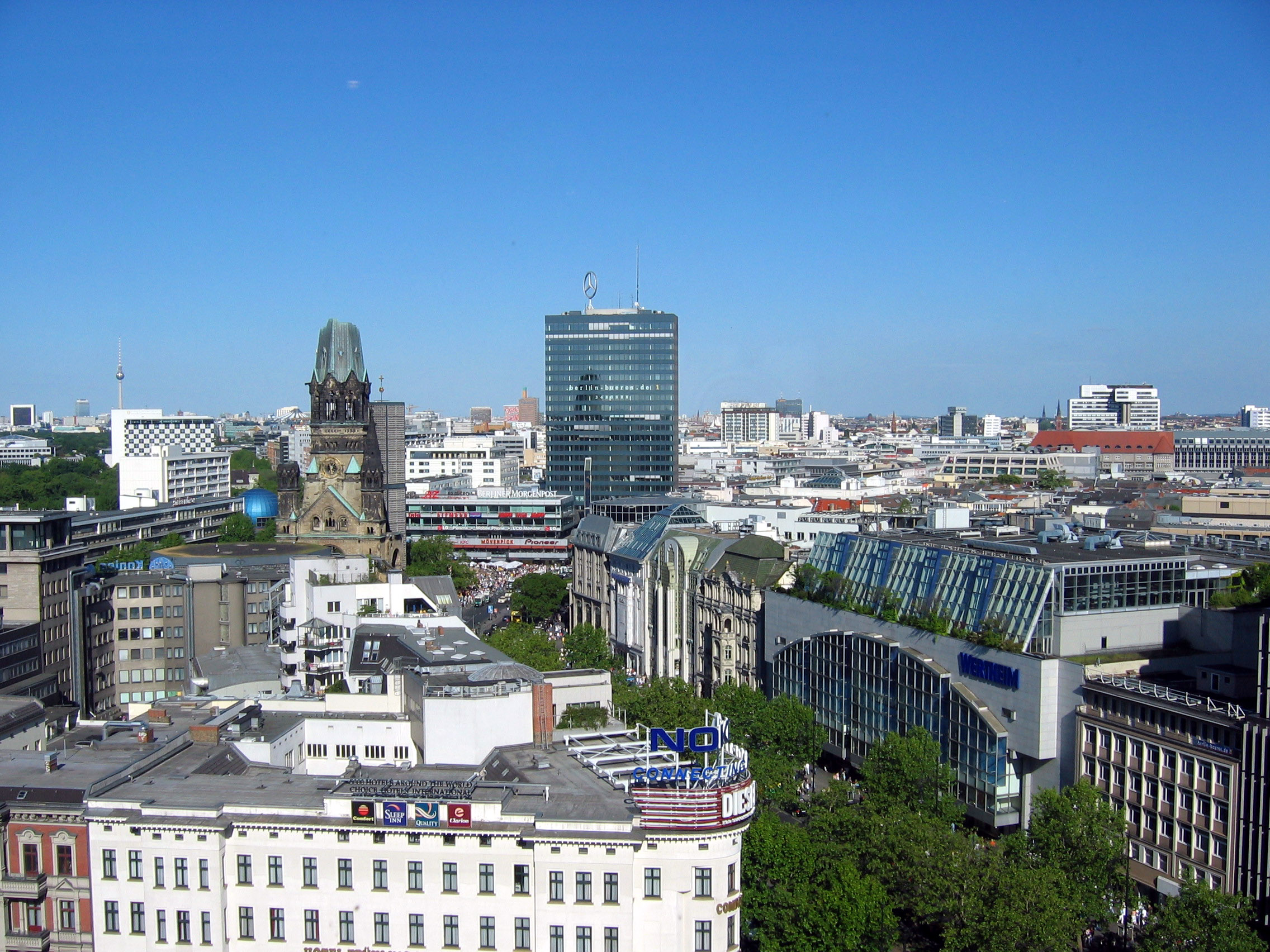
La City West

Con City West (letteralmente: "centro dell'ovest"; in passato Neuer Westen – "nuovo ovest") si intende la zona commerciale di Berlino sviluppatasi alla fine del XIX secolo in concorrenza al centro storico Mitte nell'area di congiunzione tra i quartieri della Berlino occidentale: Charlottenburg, Tiergarten, Schöneberg e Wilmersdorf.
I punti principali della City West sono le piazze Breitscheidplatz (con la Gedächtniskirche) e Wittenbergplatz (con il grande magazzino KaDeWe), le arterie commerciali Kurfürstendamm e Tauentzienstraße, il Zoologischer Garten Berlin e la stazione ferroviaria di Berlino Giardino Zoologico. Tra i grattacieli, oltre allo storico Europa-Center (1965), caratterizzano la City West gli edifici Zoofenster (2012) e Upper West (2017).
Dopo i fasti della Repubblica di Weimar la zona ha rappresentato, ai tempi della divisione della città, il centro di Berlino Ovest, dato che il centro storico Mitte ricadeva nel settore orientale.
Tuttora la City West conserva il suo primato commerciale nella città di Berlino: infatti le nuove zone commerciali del centro storico, nate dopo la riunificazione (la Friedrichstraße e il quartiere intorno a Potsdamer Platz), non hanno saputo imporsi come auspicato.

### Testi di approfondimento
- (DE) Adolf Reichle, Rund um den Zoo. Der Berliner Städtebauwettbewerb, in Neue Bauwelt, n. 3, 1948,  pp. 579-585, ISSN 0005-6855 (WC · ACNP).
- (DE) Burkhard Hofmeister, Charlottenburg und die Entwicklung der City von West-Berlin, in Wolfgang Ribbe (a cura di), Von der Residenz zur City. 275 Jahre Charlottenburg, 2ª ed., Berlino (Ovest), Colloquium-Verlag, 1980,  pp. 631-668, ISBN 3-7678-0513-8.